# Saint-Fort-sur-Gironde
Saint-Fort-sur-Gironde è un comune francese di 879 abitanti situato nel dipartimento della Charente Marittima nella regione della Nuova Aquitania.

## Società

### Evoluzione demografica
Abitanti censiti